# Булино (Костромская область)
Булино — упразднённая деревня в Макарьевском районе Костромской области России. Входила в состав Усть-Нейского сельского поселения. Исключена из учётных данных в 2025 году.

## География
Деревня находится в южной части Костромской области, в подзоне южной тайги, к западу от автодороги 34Н-7, на расстоянии приблизительно 16 километров (по прямой) к северо-западу от города Макарьева, административного центра района. Абсолютная высота — 151 метр над уровнем моря.

### Климат
Климат характеризуется как умеренно континентальный, с умеренно холодной многоснежной зимой и коротким сравнительно тёплым летом. Средняя температура воздуха самого холодного месяца (января) — −12 °C; самого тёплого месяца (июля) — 18 °C . Безморозный период длится около 130 дней. Продолжительность периода активной вегетации растений (выше 10 °C) составляет примерно 110—140 дней. Годовое количество атмосферных осадков —около 600 мм, из которых большая часть выпадает в тёплый период. Снежный покров держится в течение 150—155 дней.

## Население
| 2008 | 2010 | 2014 |
| ---- | ---- | ---- |
| 0    | →0   | →0   |

### Национальный состав
Согласно результатам переписи 2002 года в деревне проживал один житель русской национальности.